# Collegio di Maidenhead
Maidenhead è un collegio elettorale inglese rappresentato alla Camera dei comuni del parlamento del Regno Unito. Elegge un membro del parlamento con il sistema maggioritario a turno unico; l'attuale parlamentare è il liberal democratico Joshua Reynolds, che rappresenta il collegio dal 2024.
Fino al 2024 era considerato un seggio sicuro per i conservatori, in quanto non era mai stato ottenuto da un altro partito diverso dai conservatori, come neanche era accaduto ai collegi precedenti esistenti sullo stesso territorio.

## Storia
Il collegio è stato creato alle elezioni del 1997 da parti dei collegi di Windsor and Maidenhead e Wokingham. Theresa May, Primo Ministro dal 2016 al 2019, lo rappresenta sin dalla sua creazione. Alle elezioni generali nel Regno Unito del 2010 Theresa May ha ottenuto la nona percentuale di voto più alta tra i 307 seggi conservatori.

## Estensione

Il collegio di Maidenhead dal 2010 al 2024

- 1997-2010: i ward del Royal Borough of Windsor and Maidenhead di Belmont, Bisham and Cookham, Boyn Hill, Cox Green, Furze Platt, Hurley, Oldfield, Pinkney's Green e St Mary's e i ward del borgo di Wokingham di Charvil, Coronation, Hurst, Remenham and Wargrave, Sonning e Twyford and Ruscomb;
- 2010-2024: i ward del Royal Borough of Windsor and Maidenhead di Belmont, Bisham and Cookham, Boyn Hill, Bray, Cox Green, Furze Platt, Hurley and Walthams, Maidenhead Riverside, Oldfield, and Pinkney's Green e i ward del distretto di Wokingham di Charvil, Coronation, Hurst, Remenham, Wargrave and Ruscombe, Sonning e Twyford
- dal 2024: i ward del brogo di Bracknell Forest di Binfield North and Warfield West (quasi per intero), Binfield South and Jennett's Park (maggior parte), Swinley Forest (piccola parte), Whitegrove (piccola parte), Winkfield and Warfield East[2] e i ward del Royal Borough of Windsor and Maidenhead di Belmont, Bisham and Cookham, Boyn Hill, Bray, Cox Green, Furze Platt, Hurley and Walthams, Oldfield, Pinkneys Green, Riverside e St. Mary's.[3]

## Membri del parlamento
| Elezione | Elezione | Deputato        | Partito      | Note                                       |
| -------- | -------- | --------------- | ------------ | ------------------------------------------ |
|          | 1997     | Theresa May     | Conservatore | Primo ministro del Regno Unito (2016—2019) |
|          | 2024     | Joshua Reynolds | Lib Dem      |                                            |

## Elezioni

### Elezioni negli anni 2020
| Partito                    | Partito                                         | Candidato                  | Risultati 4 luglio 2024 | Risultati 4 luglio 2024 |
| Partito                    | Partito                                         | Candidato                  | Voti                    | %                       |
| -------------------------- | ----------------------------------------------- | -------------------------- | ----------------------- | ----------------------- |
|                            | Lib Dem                                         | Joshua Reynolds            | 21 895                  | 43,50                   |
|                            | Conservatore                                    | Tania Mathias              | 18 932                  | 37,62                   |
|                            | Laburista                                       | Jo Smith                   | 5 766                   | 11,46                   |
|                            | Verdi                                           | Andrew Cooney              | 1 996                   | 3,97                    |
|                            | Indipendente                                    | George Wright              | 791                     | 1,57                    |
|                            | Social Democratico                              | Timothy Burt               | 518                     | 1,03                    |
|                            | Indipendente                                    | Qazi Irshad                | 431                     | 0,86                    |
|                            |                                                 |                            |                         |                         |
| Iscritti                   | Iscritti                                        | Iscritti                   | 75 687                  | 100,00                  |
| ↳ Votanti (% su iscritti)  | ↳ Votanti (% su iscritti)                       | ↳ Votanti (% su iscritti)  | 50 329                  | 66,50                   |
| ↳ Astenuti (% su iscritti) | ↳ Astenuti (% su iscritti)                      | ↳ Astenuti (% su iscritti) | 25 358                  | 33,50                   |
|                            |                                                 |                            |                         |                         |
|                            | Esito: collegio passa da Conservatore a Lib Dem |                            |                         |                         |

### Elezioni negli anni 2010
| Partito                    | Partito                                   | Candidato                  | Risultati 12 dicembre 2019 | Risultati 12 dicembre 2019 |
| Partito                    | Partito                                   | Candidato                  | Voti                       | %                          |
| -------------------------- | ----------------------------------------- | -------------------------- | -------------------------- | -------------------------- |
|                            | Conservatore                              | Theresa May                | 32 620                     | 57,74                      |
|                            | Lib Dem                                   | Joshua Reynolds            | 13 774                     | 24,38                      |
|                            | Laburista                                 | Patrick McDonald           | 7 882                      | 13,95                      |
|                            | Verdi                                     | Emily Tomalin              | 2 216                      | 3,92                       |
|                            |                                           |                            |                            |                            |
| Iscritti                   | Iscritti                                  | Iscritti                   | 76 651                     | 100,00                     |
| ↳ Votanti (% su iscritti)  | ↳ Votanti (% su iscritti)                 | ↳ Votanti (% su iscritti)  | 56 492                     | 73,70                      |
| ↳ Astenuti (% su iscritti) | ↳ Astenuti (% su iscritti)                | ↳ Astenuti (% su iscritti) | 20 159                     | 26,30                      |
|                            |                                           |                            |                            |                            |
|                            | Esito: collegio confermato a Conservatore |                            |                            |                            |

| Partito                    | Partito                                   | Candidato                  | Risultati 8 giugno 2017 | Risultati 8 giugno 2017 |
| Partito                    | Partito                                   | Candidato                  | Voti                    | %                       |
| -------------------------- | ----------------------------------------- | -------------------------- | ----------------------- | ----------------------- |
|                            | Conservatore                              | Theresa May                | 37 718                  | 64,76                   |
|                            | Laburista                                 | Pat McDonald               | 11 261                  | 19,34                   |
|                            | Lib Dem                                   | Tony Hill                  | 6 540                   | 11,23                   |
|                            | Verdi                                     | Derek Wall                 | 907                     | 1,56                    |
|                            | UKIP                                      | Gerard Batten              | 871                     | 1,50                    |
|                            | Animal Welfare                            | Andrew Knight              | 282                     | 0,48                    |
|                            | —                                         | Lord Buckethead            | 249                     | 0,43                    |
|                            | Indipendente                              | Grant Smith                | 152                     | 0,26                    |
|                            | Monster Raving Loony                      | Howling Laud Hope          | 119                     | 0,20                    |
|                            | Popoli Cristiani                          | Edmonds Victor             | 69                      | 0,12                    |
|                            | Il Partito Politico Giusto                | Julian Reid                | 52                      | 0,09                    |
|                            | Indipendente                              | Yemi Hailemariam           | 16                      | 0,03                    |
|                            | Give Me Back Elmo                         | Bobby Smith                | 3                       | 0,01                    |
|                            |                                           |                            |                         |                         |
| Iscritti                   | Iscritti                                  | Iscritti                   | 76 229                  | 100,00                  |
| ↳ Votanti (% su iscritti)  | ↳ Votanti (% su iscritti)                 | ↳ Votanti (% su iscritti)  | 58 239                  | 76,40                   |
| ↳ Astenuti (% su iscritti) | ↳ Astenuti (% su iscritti)                | ↳ Astenuti (% su iscritti) | 17 990                  | 23,60                   |
|                            |                                           |                            |                         |                         |
|                            | Esito: collegio confermato a Conservatore |                            |                         |                         |

| Partito                    | Partito                                   | Candidato                  | Risultati 7 maggio 2015 | Risultati 7 maggio 2015 |
| Partito                    | Partito                                   | Candidato                  | Voti                    | %                       |
| -------------------------- | ----------------------------------------- | -------------------------- | ----------------------- | ----------------------- |
|                            | Conservatore                              | Theresa May                | 35 453                  | 65,83                   |
|                            | Laburista                                 | Charlie Smith              | 6 394                   | 11,87                   |
|                            | Lib Dem                                   | Tony Hill                  | 5 337                   | 9,91                    |
|                            | UKIP                                      | Herbie Crossman            | 4 539                   | 8,43                    |
|                            | Verdi                                     | Emily Blyth                | 1 915                   | 3,56                    |
|                            | Indipendente                              | Ian Taplin                 | 162                     | 0,30                    |
|                            | Class War                                 | Joe Wilcox                 | 55                      | 0,10                    |
|                            |                                           |                            |                         |                         |
| Iscritti                   | Iscritti                                  | Iscritti                   | 74 180                  | 100,00                  |
| ↳ Votanti (% su iscritti)  | ↳ Votanti (% su iscritti)                 | ↳ Votanti (% su iscritti)  | 53 855                  | 72,60                   |
| ↳ Astenuti (% su iscritti) | ↳ Astenuti (% su iscritti)                | ↳ Astenuti (% su iscritti) | 20 325                  | 27,40                   |
|                            |                                           |                            |                         |                         |
|                            | Esito: collegio confermato a Conservatore |                            |                         |                         |

| Partito                    | Partito                                   | Candidato                  | Risultati 6 maggio 2010 | Risultati 6 maggio 2010 |
| Partito                    | Partito                                   | Candidato                  | Voti                    | %                       |
| -------------------------- | ----------------------------------------- | -------------------------- | ----------------------- | ----------------------- |
|                            | Conservatore                              | Theresa May                | 31 937                  | 59,48                   |
|                            | Lib Dem                                   | Tony Hill                  | 15 168                  | 28,25                   |
|                            | Laburista                                 | Pat McDonald               | 3 795                   | 7,07                    |
|                            | UKIP                                      | Kenneth Wright             | 1 213                   | 2,26                    |
|                            | BNP                                       | Tim Rait                   | 825                     | 1,54                    |
|                            | Verdi                                     | Peter Forbes               | 482                     | 0,90                    |
|                            | Libertà e Responsabilità                  | Peter Prior                | 270                     | 0,50                    |
|                            |                                           |                            |                         |                         |
| Iscritti                   | Iscritti                                  | Iscritti                   | 72 890                  | 100,00                  |
| ↳ Votanti (% su iscritti)  | ↳ Votanti (% su iscritti)                 | ↳ Votanti (% su iscritti)  | 53 720                  | 73,70                   |
| ↳ Astenuti (% su iscritti) | ↳ Astenuti (% su iscritti)                | ↳ Astenuti (% su iscritti) | 19 170                  | 26,30                   |
|                            |                                           |                            |                         |                         |
|                            | Esito: collegio confermato a Conservatore |                            |                         |                         |

### Elezioni negli anni 2000
| Partito                    | Partito                                   | Candidato                  | Risultati 5 maggio 2005 | Risultati 5 maggio 2005 |
| Partito                    | Partito                                   | Candidato                  | Voti                    | %                       |
| -------------------------- | ----------------------------------------- | -------------------------- | ----------------------- | ----------------------- |
|                            | Conservatore                              | Theresa May                | 23 312                  | 50,84                   |
|                            | Lib Dem                                   | Kathryn Newbound           | 17 081                  | 37,25                   |
|                            | Laburista                                 | Janet Pritchard            | 4 144                   | 9,04                    |
|                            | BNP                                       | Tim Rait                   | 704                     | 1,54                    |
|                            | UKIP                                      | Douglas Lewis              | 609                     | 1,33                    |
|                            |                                           |                            |                         |                         |
| Iscritti                   | Iscritti                                  | Iscritti                   | 63 947                  | 100,00                  |
| ↳ Votanti (% su iscritti)  | ↳ Votanti (% su iscritti)                 | ↳ Votanti (% su iscritti)  | 45 850                  | 71,70                   |
| ↳ Astenuti (% su iscritti) | ↳ Astenuti (% su iscritti)                | ↳ Astenuti (% su iscritti) | 18 097                  | 28,30                   |
|                            |                                           |                            |                         |                         |
|                            | Esito: collegio confermato a Conservatore |                            |                         |                         |

| Partito                    | Partito                                   | Candidato                  | Risultati 7 giugno 2001 | Risultati 7 giugno 2001 |
| Partito                    | Partito                                   | Candidato                  | Voti                    | %                       |
| -------------------------- | ----------------------------------------- | -------------------------- | ----------------------- | ----------------------- |
|                            | Conservatore                              | Theresa May                | 19 506                  | 45,03                   |
|                            | Lib Dem                                   | Kathryn Newbound           | 16 222                  | 37,45                   |
|                            | Laburista                                 | John O'Farrell             | 6 577                   | 15,18                   |
|                            | UKIP                                      | Dennis Cooper              | 741                     | 1,71                    |
|                            | Monster Raving Loony                      | Lloyd Clarke               | 272                     | 0,63                    |
|                            |                                           |                            |                         |                         |
| Iscritti                   | Iscritti                                  | Iscritti                   | 69 867                  | 100,00                  |
| ↳ Votanti (% su iscritti)  | ↳ Votanti (% su iscritti)                 | ↳ Votanti (% su iscritti)  | 43 318                  | 62,00                   |
| ↳ Astenuti (% su iscritti) | ↳ Astenuti (% su iscritti)                | ↳ Astenuti (% su iscritti) | 26 549                  | 38,00                   |
|                            |                                           |                            |                         |                         |
|                            | Esito: collegio confermato a Conservatore |                            |                         |                         |

### Elezioni negli anni 1990
| Partito                    | Partito                                         | Candidato                  | Risultati 1º maggio 1997 | Risultati 1º maggio 1997 |
| Partito                    | Partito                                         | Candidato                  | Voti                     | %                        |
| -------------------------- | ----------------------------------------------- | -------------------------- | ------------------------ | ------------------------ |
|                            | Conservatore                                    | Theresa May                | 25 344                   | 49,80                    |
|                            | Lib Dem                                         | Andrew Ketteringham        | 13 363                   | 26,26                    |
|                            | Laburista                                       | Denise Robson              | 9 205                    | 18,09                    |
|                            | Referendum                                      | Charles Taverner           | 1 638                    | 3,22                     |
|                            | Liberali                                        | David Munkley              | 896                      | 1,76                     |
|                            | UKIP                                            | Neil Spiers                | 277                      | 0,54                     |
|                            | Glow Bowling Party                              | Kristian Ardley            | 166                      | 0,33                     |
|                            |                                                 |                            |                          |                          |
| Iscritti                   | Iscritti                                        | Iscritti                   | 67 313                   | 100,00                   |
| ↳ Votanti (% su iscritti)  | ↳ Votanti (% su iscritti)                       | ↳ Votanti (% su iscritti)  | 50 889                   | 75,60                    |
| ↳ Astenuti (% su iscritti) | ↳ Astenuti (% su iscritti)                      | ↳ Astenuti (% su iscritti) | 16 424                   | 24,40                    |
|                            |                                                 |                            |                          |                          |
|                            | Esito: collegio a Conservatore (nuovo collegio) |                            |                          |                          |

## Risultati dei referendum

### Referendum sulla permanenza del Regno Unito nell'Unione europea del 2016
|             | Collegio    | Lasciare UE % | Rimanere in UE % |
| ----------- | ----------- | ------------- | ---------------- |
|             | Maidenhead  | 45,4%         | 54,6%            |
|             | Inghilterra | 53,3%         | 46,7%            |
| Regno Unito | 51,9%       | 48,1%         |                  |